# Rhyacophila riedeliana
Rhyacophila riedeliana là một loài Trichoptera trong họ Rhyacophilidae. Chúng phân bố ở miền Cổ bắc.